# Cathleen Rund
Cathleen Rund (* 3. November 1977 als Cathleen Stolze in Ost-Berlin) ist eine deutsche Schwimmerin; im Jahr 1996 war sie Olympiadritte und 1997 Europameisterin über 200 m Rücken.

## Leben
Sie ist Tochter der Schwimmerin Evelyn Stolze und des Wasserballers Peter Rund. 1998 machte sie das Abitur an der Werner-Seelenbinder-Schule in Berlin. 1999–2005 belegte Rund ein Sportstudium an der Humboldt-Universität zu Berlin.
Von 2004 bis 2006 war sie Trainerin bei der SG Frankfurt und von 2005 bis 2006 Trainer A-Lizenz des DSV. Von 2006 bis 2011 folgte ein Studium an der Hessischen Hochschule für Polizei und Verwaltung und eine Zeit als Angehörige der Sportfördergruppe der Hessischen Polizei. Rund verrichtet seit 2011 Dienst beim Land Hessen.
Cathleen Rund hat 2009 den ehemaligen Schwimmer und jetzigen Cheftrainer des SC Wiesbaden Oliver Großmann geheiratet und trug bis 2017 seinen Nachnamen. Sie ist nunmehr von ihm geschieden.

## Sportliche Karriere
Aufgewachsen im Osten von Berlin wurde sie im Sportförderungssystem der DDR an die Kinder- und Jugendsportschule „Werner Seelenbinder“ delegiert. Dort wurde sie von 1988 bis 1990 gemeinsam mit weiteren 18 Mädchen, unter anderem auch mit Franziska van Almsick, von Norbert Warnatzsch trainiert und an den Hochleistungssport herangeführt.
Neben Spartakiadesiegen und dem Gewinn der DDR-Meisterschaften der Jahrgänge machte sie bei den Jugendwettkämpfen der Freundschaft 1990 in Sofia mit einem kompletten Medaillensatz auf sich aufmerksam.
In der politischen Wendezeit verließ der Trainer Warnatzsch die Sportvereinigung Dynamo und ging nach Indonesien. Die Trainingsgruppe übernahm Dieter Lindemann. Dieser führte sie zu Erfolgen bei den Jugendeuropameisterschaften (1991 3 × Silber, 1992 2 × Gold, 2 × Silber, 1 × Bronze), bei Deutschen Meisterschaften 1993 in Potsdam 1 × Gold mit Weltjahresbestzeit und bis hin zur Qualifikation für die EM 1993 in Sheffield (4. Platz), die WM auf der Kurzbahn in Palma de Mallorca (3. Platz) und WM auf der Langbahn 1994 in Rom (21. Platz). Die Qualifikation zu den Olympischen Spielen in Barcelona 1992 hatte sie verpasst.
In den Jahren 1992 und 1993 konnte sie in der Weltcupgesamtwertung in den Rückendisziplinen den zweiten Platz in der Gesamtwertung erzielen.
In der Zeit bei Lindemann schwamm sie mehrere Altersklassenrekorde über die Rücken- und Lagenstrecken auf der Kurz- und Langbahn, die zum Teil noch Bestand haben.
1994 trennte sie sich nach schlechtem Abschneiden bei den Weltmeisterschaften in Rom von ihrem Trainer Lindemann und wechselte zu ihrem Vater Peter Rund nach Biberach an der Riß. Dort konnte sie zur alten Stärke zurückfinden.
Bei den Europameisterschaften 1995 in Wien gewann sie ihren ersten internationalen Titel auf der langen Bahn. In der deutschen 4 × 100-m-Lagenstaffel gemeinsam mit Franziska van Almsick, Jana Dörries und Julia Voitowitsch gewann sie vor den Ungarinnen die Goldmedaille.
Zuvor gewann sie die Bronzemedaille über 400 m Lagen und 200 m Rücken und die Silbermedaille über 100 m Rücken.
1996 war ihr erfolgreichstes Jahr. Bei den Olympischen Sommerspielen in Atlanta konnte sie über 200 m Rücken die Bronzemedaille erkämpfen hinter Krisztina Egerszegi aus Ungarn und der US-Amerikanerin Whitney Hedgepeth, welche sie auf der Zielgerade fast noch abgefangen hätte. Letztlich fehlten 6/100 Sekunden zum Gewinn der Silbermedaille. Für den Gewinn der Bronzemedaille erhielt sie vom Bundespräsidenten das Silberne Lorbeerblatt.
Das Gespann Vater und Tochter blieb bis zum Karriereende von Cathleen zusammen. Zum Gewinn der Bronzemedaille 1996 kamen noch ein Europameistertitel über 200 m Rücken 1997 in Sevilla, ein vierter Platz über 200 m Rücken bei den Weltmeisterschaften 1998 in Perth und ein Vizeeuropameistertitel über 200 m Rücken 1999 in Istanbul.
Bei den Olympischen Spielen 2000 in Sydney konnte sie nicht mehr an frühere Platzierungen anknüpfen. Sie beendete die Wettkämpfe mit einem 11. Platz nach den Semifinals. 2001 bis 2003 war sie am Pfeifferschen Drüsenfieber erkrankt. Dennoch konnte sie bei der Universiade in Peking teilnehmen und wurde Fünfte mit der 4 × 200-m-Freistilstaffel.
2002 und 2003 konnte sie sich nicht für internationale Großereignisse wie WM und EM qualifizieren. Im Jahr 2006 startete Rund ein Comeback und wurde bei den Deutschen Winter-Meisterschaften in Hannover auf Anhieb Deutsche Meisterin über die 10-km-Distanz. Hier versuchte sie ein „Comeback“ als Freiwasserschwimmerin, um sich über 10 km für die WM 2008 in Sevilla zu qualifizieren.
2007 konnte sie die Europacupgesamtwertung gewinnen. 2008 wurde sie Zweite der Europacupgesamtwertung und konnte sich in auch für die EM in Dubrovnik über alle drei möglichen Strecken qualifizieren. Dort wurde sie 8. über 5 km, 11. über 25 km und 23. Über 10 km. Bei den Deutschen Meisterschaften 2008 auf dem Chiemsee konnte sie die Weltmeisterin Britta Kamerau hinter sich lassen. Bei den deutschen Meisterschaften 2009 am Bodensee wurde sie auf der Zielgeraden von den Verfolgerinnen überholt und beendete die 5 und 10 km als 7. 2010 und 2011 schwamm sie die 25 km und konnte sich 2010 als Siegerin und 2011 als Dritte behaupten.
Noch im selben Jahr beendete sie ihre aktive Laufbahn, um sich ganz ihrem Beruf und der von ihr, gemeinsam mit ihrem Mann geführten Schwimmschule zu widmen.
2015 nahm sie erstmals und 2016 wiederholt als „Hobbyschwimmerin“ am Open Water Austriacup teil. Hier besuchte sie die Stationen in Wien, Mörbisch und am Fuschelsee im Salzburger Land. Daneben nimmt sie regelmäßig beim Unterbacher-See-Schwimmen in Unterbach bei Düsseldorf teil.
Im Jahr 2019 startete sie bei den DMS für die SG Neukölln.